# Teddy Teuma
Teddy Teuma, né le 30 septembre 1993 à Toulon en France, est un footballeur international maltais qui joue au poste de milieu relayeur au Stade de Reims.

## Biographie
Teddy Teuma naît à Toulon où il grandit, et mène sa vie dans le sud de la France jusqu’en 2015, année où il part pour Boulogne-sur-Mer pour le début professionnel de sa carrière de footballeur. Un de ses arrière-arrière-grand-pères était maltais.
Il commence ses études au collège Pierre Puget à Toulon en sport étude puis à Cuers dans l’établissement La Ferrage où il obtient son brevet en 2007. Il poursuivra son parcours scolaire au lycée Jean Aicard à Hyères-les-Palmiers où il réussira son baccalauréat ES. Il tentera des études supérieures en STAPS mais ne réussira pas ses examens par manque de temps, entre travail et entraînements de football.
Avant d’être professionnel, Teddy Teuma travaille un peu plus d'un an en tant que chauffeur-livreur dans l’entreprise de son père. Pour autant, il continue de jouer au football, en évoluant au Hyères FC en CFA et puis, à force de persévérance, il obtient son premier contrat en National 1 à Boulogne-sur-Mer dans le Nord-Pas-de-Calais, début de sa carrière professionnelle dans le monde du football.

## Carrière

### En club
Le 21 février 2020, il est l'auteur d'un doublé avec l'Union saint-gilloise en deuxième division belge, sur la pelouse d'Oud-Heverlee Louvain (victoire 3-5) et termine champion la saison 2020-2021.

#### Reims (2023-)
Le Maltais occupe une place cruciale dans le dispositif rémois. D'après L'Equipe, Reims remporte seulement 14% de ses matchs sans Teddy Teuma, contre 43% de victoires lorsqu'il est présent.

### En équipe nationale
Né Français, Teuma est contacté par la fédération maltaise qui lui apprend qu'il a des origines dans ce pays et lui obtient la nationalité maltaise. Le 28 août 2020, il reçoit sa première convocation pour jouer avec Malte. Il reçoit sa première sélection en équipe de Malte le 3 septembre 2020, contre les îles Féroé en Ligue des nations (défaite 3-2).
Le 14 novembre 2020, il effectue sa première passe décisive contre Andorre, un corner détourné par le défenseur Emili García dans son propre but.
Un an plus tard jour pour jour, il reçoit le premier carton rouge de sa carrière, à la suite d'un deuxième carton jaune pour protestation lors de la défaite 0-6 de Malte contre la Slovaquie,.
Il marque son premier but international le 29 mars 2022 en match amical contre le Koweït.

## Statistiques

### Statistiques détaillées
Le tableau ci-dessous présente les statistiques en carrière de joueur de Teddy Teuma.
| Saison                | Club                  | Championnat           | Championnat | Championnat | Championnat | Coupe(s) nationale(s) | Coupe(s) nationale(s) | Coupe(s) nationale(s) | Compétition(s) continentale(s) | Compétition(s) continentale(s) | Compétition(s) continentale(s) | Compétition(s) continentale(s) | Malte | Malte | Malte | Total | Total | Total |
| Saison                | Club                  | Division              | M.          | B.          | P.d.        | M.                    | B.                    | P.d.                  | Comp.                          | M.                             | B.                             | P.d.                           | M.    | B.    | P.d.  | M.    | B.    | P.d.  |
| 2011-2012             | Hyères FC             | CFA                   | 9           | 0           | 0           | -                     | -                     | -                     | -                              | -                              | -                              | -                              | -     | -     | -     | 9     | 0     | 0     |
| 2012-2013             | Hyères FC             | CFA                   | 29          | 2           | 0           | -                     | -                     | -                     | -                              | -                              | -                              | -                              | -     | -     | -     | 29    | 2     | 0     |
| 2013-2014             | Hyères FC             | CFA                   | 22          | 0           | 0           | 1                     | 1                     | 0                     | -                              | -                              | -                              | -                              | -     | -     | -     | 23    | 1     | 0     |
| 2014-2015             | Hyères FC             | CFA                   | 29          | 4           | 0           | -                     | -                     | -                     | -                              | -                              | -                              | -                              | -     | -     | -     | 29    | 4     | 0     |
| Sous-total            | Sous-total            | Sous-total            | 89          | 6           | 0           | 1                     | 1                     | 0                     | -                              | -                              | -                              | -                              | -     | -     | -     | 90    | 7     | 0     |
| 2015-2016             | US Boulogne           | National              | 24          | 0           | 1           | 4                     | 1                     | 0                     | -                              | -                              | -                              | -                              | -     | -     | -     | 28    | 1     | 1     |
| 2016-2017             | US Boulogne           | National              | 31          | 2           | 3           | 2                     | 0                     | 0                     | -                              | -                              | -                              | -                              | -     | -     | -     | 33    | 2     | 3     |
| Sous-total            | Sous-total            | Sous-total            | 55          | 2           | 4           | 6                     | 1                     | 0                     | -                              | -                              | -                              | -                              | -     | -     | -     | 61    | 3     | 4     |
| 2017-2018             | Red Star FC           | National              | 31          | 5           | 8           | 5                     | 1                     | 1                     | -                              | -                              | -                              | -                              | -     | -     | -     | 36    | 6     | 9     |
| 2018-2019             | Red Star FC           | Ligue 2               | 13          | 1           | 1           | 4                     | 0                     | 0                     | -                              | -                              | -                              | -                              | -     | -     | -     | 17    | 1     | 1     |
| Sous-total            | Sous-total            | Sous-total            | 44          | 6           | 9           | 9                     | 1                     | 1                     | -                              | -                              | -                              | -                              | -     | -     | -     | 53    | 7     | 10    |
| 2018-2019             | Union Saint-Gilloise  | Division 1B           | 14          | 0           | 0           | 2                     | 0                     | 0                     | -                              | -                              | -                              | -                              | -     | -     | -     | 16    | 0     | 0     |
| 2019-2020             | Union Saint-Gilloise  | Division 1B           | 27          | 5           | 0           | 2                     | 0                     | 0                     | -                              | -                              | -                              | -                              | -     | -     | -     | 29    | 5     | 0     |
| 2020-2021             | Union Saint-Gilloise  | Division 1B           | 25          | 5           | 0           | 2                     | 0                     | 0                     | -                              | -                              | -                              | -                              | 11    | 0     | 0     | 38    | 5     | 0     |
| 2021-2022             | Union Saint-Gilloise  | Division 1A           | 38          | 6           | 8           | 2                     | 1                     | 0                     | -                              | -                              | -                              | -                              | 12    | 1     | 2     | 52    | 8     | 10    |
| 2022-2023             | Union Saint-Gilloise  | Division 1A           | 36          | 10          | 12          | 5                     | 0                     | 1                     | C1+C3                          | 2+9                            | 1+3                            | 0+4                            | 8     | 2     | 1     | 60    | 16    | 18    |
| Sous-total            | Sous-total            | Sous-total            | 140         | 26          | 20          | 13                    | 1                     | 1                     | -                              | 11                             | 4                              | 4                              | 31    | 3     | 3     | 195   | 34    | 28    |
| 2023-2024             | Stade de Reims        | Ligue 1               | 28          | 6           | 3           | 2                     | 0                     | 0                     | -                              | -                              | -                              | -                              | 5     | 0     | 0     | 35    | 6     | 3     |
| 2024-2025             | Stade de Reims        | Ligue 1               | 17          | 1           | 0           | 3                     | 1                     | 1                     | -                              | -                              | -                              | -                              | 9     | 1     | 0     | 29    | 3     | 1     |
| 2025-2026             | Stade de Reims        | Ligue 2               | 2           | 0           | 2           | -                     | -                     | -                     | -                              | -                              | -                              | -                              | -     | -     | -     | 2     | 0     | 2     |
| Sous-total            | Sous-total            | Sous-total            | 47          | 7           | 5           | 5                     | 1                     | 1                     | -                              | -                              | -                              | -                              | 14    | 1     | 0     | 66    | 9     | 6     |
| Total sur la carrière | Total sur la carrière | Total sur la carrière | 375         | 47          | 38          | 34                    | 5                     | 3                     | -                              | 11                             | 4                              | 4                              | 45    | 4     | 3     | 465   | 60    | 48    |

### Détails des sélections et buts avec Malte[13]
| Compétition       | MJ | Buts | V  | N | D  |
| ----------------- | -- | ---- | -- | - | -- |
| Ligue des Nations | 13 | 2    | 5  | 4 | 4  |
| Qualif. CdM       | 14 | 0    | 1  | 3 | 10 |
| Qualif. Euro      | 6  | 0    | 0  | 0 | 6  |
| Matchs amicaux    | 12 | 2    | 5  | 1 | 6  |
| Total             | 45 | 4    | 11 | 8 | 26 |

### Listes des matchs internationaux
| Matchs internationaux de Teddy Teuma | Matchs internationaux de Teddy Teuma | Matchs internationaux de Teddy Teuma                   | Matchs internationaux de Teddy Teuma | Matchs internationaux de Teddy Teuma | Matchs internationaux de Teddy Teuma    | Matchs internationaux de Teddy Teuma                                   |
|                                      | Date                                 | Lieu                                                   | Adversaire                           | Résultats                            | Compétitions0                           |                                                                        |
| ------------------------------------ | ------------------------------------ | ------------------------------------------------------ | ------------------------------------ | ------------------------------------ | --------------------------------------- | ---------------------------------------------------------------------- |
| 1.                                   | 3 septembre 2020                     | Tórsvøllur, Tórshavn, Îles Féroé                       | Îles Féroé                           | 3 - 2                                | Ligue des nations 2020-2021             | Entre en jeu à la place de Matthew Guillaumier à la 79e minute de jeu. |
| 2.                                   | 6 septembre 2020                     | Ta' Qali Stadium, Ta' Qali, Malte                      | Lettonie                             | 1 - 1                                | Ligue des nations 2020-2021             | Titulaire.                                                             |
| 3.                                   | 10 octobre 2020                      | Estadi Comunal, Andorre-la-Vieille, Andorre            | Andorre                              | 0 - 0                                | Ligue des nations 2020-2021             | Titulaire.                                                             |
| 4.                                   | 13 octobre 2020                      | Stade Daugava, Riga, Lettonie                          | Lettonie                             | 0 - 1                                | Ligue des nations 2020-2021             | Titulaire et remplacé par Stephen Pisani à la 75e minute de jeu.       |
| 5.                                   | 14 novembre 2020                     | Ta' Qali Stadium, Ta' Qali, Malte                      | Andorre                              | 3 - 1                                | Ligue des nations 2020-2021             | Titulaire.                                                             |
| 6.                                   | 17 novembre 2020                     | Ta' Qali Stadium, Ta' Qali, Malte                      | Îles Féroé                           | 1 - 1                                | Ligue des nations 2020-2021             | Titulaire et remplacé par Stephen Pisani à la 79e minute de jeu.       |
| 7.                                   | 24 mars 2021                         | Ta' Qali Stadium, Ta' Qali, Malte                      | Russie                               | 1 - 3                                | Éliminatoires de la Coupe du monde 2022 | Titulaire.                                                             |
| 8.                                   | 27 mars 2021                         | Stade Antona-Malatinského, Trnava, Slovaquie           | Slovaquie                            | 2 - 2                                | Éliminatoires de la Coupe du monde 2022 | Titulaire et remplacé par Bjorn Kristensen à la 90e minute de jeu.     |
| 9.                                   | 30 mars 2021                         | Stade Rujevica, Rijeka, Croatie                        | Croatie                              | 3 - 0                                | Éliminatoires de la Coupe du monde 2022 | Titulaire.                                                             |
| 10.                                  | 30 mai 2021                          | Wörtherseestadion, Klagenfurt, Autriche                | Irlande du Nord                      | 0 - 3                                | Match amical                            | Titulaire et remplacé par Dunstan Vella à la 61e minute de jeu.        |
| 11.                                  | 4 juin 2021                          | Wörtherseestadion, Klagenfurt, Autriche                | Kosovo                               | 1 - 2                                | Match amical                            | Titulaire.                                                             |
| 12.                                  | 1er septembre 2021                   | Ta' Qali Stadium, Ta' Qali, Malte                      | Chypre                               | 3 - 0                                | Éliminatoires de la Coupe du monde 2022 | Titulaire et remplacé par Tristan Caruana à la 85e minute de jeu.      |
| 13.                                  | 4 septembre 2021                     | Stadion Stožice, Ljubljana, Slovénie                   | Slovénie                             | 1 - 0                                | Éliminatoires de la Coupe du monde 2022 | Titulaire.                                                             |
| 14.                                  | 7 septembre 2021                     | Otkrytie Arena, Moscou, Russie                         | Russie                               | 2 - 0                                | Éliminatoires de la Coupe du monde 2022 | Titulaire et remplacé par Nicky Muscat à la 86e minute de jeu.         |
| 15.                                  | 8 octobre 2021                       | Ta' Qali Stadium, Ta' Qali, Malte                      | Slovénie                             | 0 - 4                                | Éliminatoires de la Coupe du monde 2022 | Titulaire.                                                             |
| 16.                                  | 11 octobre 2021                      | AEK Arena – Georgios Karapatakis, Larnaca, Chypre      | Chypre                               | 2 - 2                                | Éliminatoires de la Coupe du monde 2022 | Titulaire.                                                             |
| 17.                                  | 11 novembre 2021                     | Ta' Qali Stadium, Ta' Qali, Malte                      | Croatie                              | 1 - 7                                | Éliminatoires de la Coupe du monde 2022 | Titulaire et remplacé par Matthew Guillaumier à la 63e minute de jeu.  |
| 18.                                  | 14 novembre 2021                     | Ta' Qali Stadium, Ta' Qali, Malte                      | Slovaquie                            | 0 - 6                                | Éliminatoires de la Coupe du monde 2022 | Titulaire.                                                             |
| 19.                                  | 25 mars 2022                         | Ta' Qali Stadium, Ta' Qali, Malte                      | Azerbaïdjan                          | 1 - 0                                | Match amical                            | Titulaire.                                                             |
| 20.                                  | 29 mars 2022                         | Ta' Qali Stadium, Ta' Qali, Malte                      | Koweït                               | 2 - 0                                | Match amical                            | Titulaire et remplacé par Brandon Paiber à la 82e minute de jeu.       |
| 21.                                  | 1er juin 2022                        | Ta' Qali Stadium, Ta' Qali, Malte                      | Venezuela                            | 0 - 1                                | Match amical                            | Titulaire.                                                             |
| 22.                                  | 9 juin 2022                          | Ta' Qali Stadium, Ta' Qali, Malte                      | Estonie                              | 1 - 2                                | Ligue des nations 2022-2023             | Titulaire.                                                             |
| 23.                                  | 12 juin 2022                         | Ta' Qali Stadium, Ta' Qali, Malte                      | Saint-Marin                          | 1 - 0                                | Ligue des nations 2022-2023             | Titulaire.                                                             |
| 24.                                  | 23 septembre 2022                    | A. Le Coq Arena, Tallinn, Estonie                      | Estonie                              | 2 - 1                                | Ligue des nations 2022-2023             | Titulaire.                                                             |
| 25.                                  | 27 septembre 2022                    | Ta' Qali Stadium, Ta' Qali, Malte                      | Israël                               | 2 - 1                                | Match amical                            | Entre en jeu à la place de Bjorn Kristensen à la 60e minute de jeu.    |
| 26.                                  | 17 novembre 2022                     | Ta' Qali Stadium, Ta' Qali, Malte                      | Grèce                                | 2 - 2                                | Match amical                            | Titulaire.                                                             |
| 27.                                  | 20 novembre 2022                     | Ta' Qali Stadium, Ta' Qali, Malte                      | République d'Irlande                 | 0 - 1                                | Match amical                            | Titulaire et remplacé par Kyrian Nwoko à la 88e minute minute de jeu.  |
| 28.                                  | 23 mars 2023                         | Stade national Toše-Proeski, Skopje, Macédoine du Nord | Macédoine du Nord                    | 2 - 1                                | Éliminatoires de l'Euro 2024            | Titulaire et remplacé par Brandon Paiber à la 84e minute de jeu.       |
| 29.                                  | 26 mars 2023                         | Ta' Qali Stadium, Ta' Qali, Malte                      | Italie                               | 0 - 2                                | Éliminatoires de l'Euro 2024            | Entre en jeu à la place de Nicky Muscat à la 76e minute de jeu.        |

### Buts internationaux
| Buts internationaux de Teddy Teuma | Buts internationaux de Teddy Teuma          | Buts internationaux de Teddy Teuma          | Buts internationaux de Teddy Teuma          | Buts internationaux de Teddy Teuma          | Buts internationaux de Teddy Teuma          | Buts internationaux de Teddy Teuma          | Buts internationaux de Teddy Teuma          | Buts internationaux de Teddy Teuma          |                                             |
|                                    | Date                                        | Lieu                                        | Adversaire                                  | Score                                       | Résultat                                    | Compétition                                 | Notes                                       | Sel.                                        |                                             |
| ---------------------------------- | ------------------------------------------- | ------------------------------------------- | ------------------------------------------- | ------------------------------------------- | ------------------------------------------- | ------------------------------------------- | ------------------------------------------- | ------------------------------------------- | ------------------------------------------- |
| 1                                  | 29 mars 2022                                | Ta' Qali Stadium, Ta' Qali, Malte           | Koweït                                      | 2-0                                         | 2-0                                         | Match amical                                | 33e du pied gauche                          | 20e                                         |                                             |
| 2                                  | 23 septembre 2022                           | A. Le Coq Arena, Tallinn, Estonie           | Estonie                                     | 1-1                                         | 2-1                                         | Ligue des nations 2022-2023                 | 51e du pied gauche sur penalty              | 24e                                         |                                             |
| 3                                  | 17 novembre 2022                            | Ta' Qali Stadium, Ta' Qali, Malte           | Grèce                                       | 2-1                                         | 2-2                                         | Match amical                                | 68e du pied gauche sur penalty              | 26e                                         |                                             |
| Total                              | 3 buts (3 du pied gauche) en 29 sélections. | 3 buts (3 du pied gauche) en 29 sélections. | 3 buts (3 du pied gauche) en 29 sélections. | 3 buts (3 du pied gauche) en 29 sélections. | 3 buts (3 du pied gauche) en 29 sélections. | 3 buts (3 du pied gauche) en 29 sélections. | 3 buts (3 du pied gauche) en 29 sélections. | 3 buts (3 du pied gauche) en 29 sélections. | 3 buts (3 du pied gauche) en 29 sélections. |

## Palmarès

### En club
| Red Star FC                                       | Union Saint-Gilloise                                                                                       |
| ------------------------------------------------- | --- |
| - Championnat de National (1) : - Champion : 2018 | - Championnat de Belgique : - Vice-champion : 2022 - Championnat de Belgique de D2 (1) : - Champion : 2021 |